# Jehanne d'Alcy
Charlotte Faës, coneguda com Jehanne d'Alcy, (Vaujours (Seine-et-Oise), 20 de març de 1865 - Versalles (Yvelines), 14 d'octubre de 1956) va ser una actriu francesa de teatre i cinema.
Va ser una de les actrius principals de les pel·lícules de Georges Méliès, amb qui més tard es va casar.

## Biografia

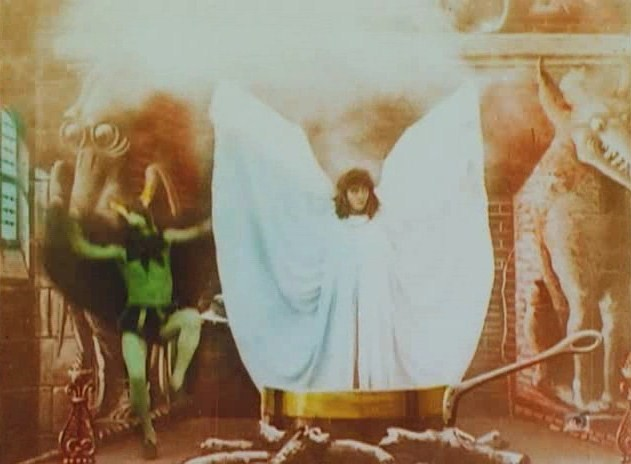
Jehanne d'Alcy al costat de Georges Méliès a La Colonne de feu el 1899.

Charlotte Lucie Marie Adèle Stéphanie Adrienne Faës va néixer el 20 de març de 1865 a Vaujours, a Seine-et-Oise. El 1888 es va traslladar a París i allí va conèixer Georges Méliès, aleshores director de teatre Robert-Houdin, on va començar la seva carrera com a actriu. Després es va convertir en una actriu habitual de les pel·lícules dirigides per Méliès.
A Cléopâtre, l'any 1899, es va convertir en la primera actriu de la història que va interpretar Cleòpatra VII al cinema, o més precisament el seu fantasma que sorgeix després d'una profanació de la seva tomba. Aquest curt de dos minuts, durant molt de temps considerat perdut, va ser trobat l'any 2005.
Quan la seva carrera d'actriu va acabar, va dirigir una botiga de joguines i dolços a l'estació de París-Montparnasse. Es va casar per primera vegada, després prenent el nom de Fanny Manieux, després de la mort del seu marit. El 1925, Georges Méliès, també vidu des del 1913, la va trobar, i es van casar. Arruïnat, es va encarregar de la botiga amb ella. El 1932, la parella es va traslladar a un pis que ocupaven en una casa posada a disposició dels veterans del cinema.
Després de la mort de Méliès, es va dedicar a perpetuar la seva memòria i va sobreviure a la Segona Guerra Mundial amb el seu fill André Méliès. El 1952 va aparèixer a Le Grand Méliès, un curtmetratge dirigit per Georges Franju en homenatge al pioner del cinema.
Està enterrada al cementiri del Père-Lachaise (divisió 64) al costat del seu marit Georges Méliès.

## Filmografia
Llevat que s'especifiqui el contrari, les pel·lícules següents estan dirigides per Georges Méliès:
- 1896: Escamotage d'une dame au théâtre Robert-Houdin: la dona del títol
- 1896: Le Manoir du diable
- 1897: Faust et Marguerite
- 1897: Après le bal: la dona
- 1898: Pygmalion et Galathée
- 1898: La Lune à un mètre: Febe, la fada bona
- 1899: La Colonne de feu (o La Danse du feu): Ayesha
- 1899: Cendrillon: la fada madrina
- 1899: Cléopâtre: el fantasma de Cleòpatra
- 1900: Jeanne d'Arc: Isabelle Romée
- 1900: Nouvelles luttes extravagantes
- 1901: Barbablava (Barbe-Bleue): l'esposa de Barbablava
- 1902: Le Voyage dans la Lune
- 1903: L'Enchanteur Alcofrisbas
- 1952: Le Grand Méliès de Georges Franju: ella mateixa

## Homenatges
L'any 1952, Georges Franju va retre homenatge a Georges Méliès dirigint Le Grand Méliès, on interpretava a ella mateixa Jehanne d'Alcy.
A la pel·lícula Hugo Cabret (2011) de Martin Scorsese, adaptada del llibre de Brian Selznick The Invention of Hugo Cabret i que és una adaptació lliure de la vida de Georges Méliès, Helen McCrory interpreta Jehanne d'Alcy. L'any 2019, a la pel·lícula Edmond dirigida per Alexis Michalik, és l'actriu Lucie Boujenah qui presta els seus trets a Jehanne d'Alcy.